# 李淇 (咸豐進士)
李淇（1811年—1861年），字右川，号有亭，一号约安，内务府汉军正白旗人。道光丁酉拔贡、甲辰举人，咸丰癸丑进士。后任江西兴安县知县。

## 家庭
- 高祖李桢。
- 曾祖成勲，贡生。胞兄李宏勳，嘉慶十三年（1808）戊辰二甲進士李恩繹之高祖。
- 祖紹祖。
  - 胞兄雍正十三年（1735）乙卯科举人李繼祖（旗籍）。其子乾隆三十五年（1770）庚寅舉人李之駿（旗籍）。
- 父秉键，国学生；
- 胞伯秉錀，道光己亥举人，浙江嘉善县知县，己酉科乡试同考官；
- 妻宁氏。[1]